# 佐貫百合人
佐貫 百合人（さぬき ゆりんど、1924年9月21日 - 2007年1月9日）は、演劇評論家。
山口県生まれ。明治大学政治経済学部卒業。週刊アサヒ芸能新聞社、サンケイ新聞社で芸能記者を務め、のち国立劇場勤務。歌舞伎を中心に演劇評論をおこなった。
2007年1月9日、肺炎のため死去。

## 著書
- 演劇コース 石沢秀二共著 徳間書店 1963 (リビング・ライブラリー)
- 蟻屋物語 戦後新劇の青春 早川書房 1979.9
- 伝統芸能家になるには ぺりかん社 1982.2 (なるにはbooks)
- 十七代市村羽左衛門聞書 歌舞伎の小道具と演技 日本放送出版協会 1983.2
- 芝居 日本の伝統を伝えることわざ 中村又五郎共著 創拓社 1990.3 (ことばの民俗学)
- 歌舞伎・能・文楽の世界 ぺりかん社 1992.9
- 役者烈々 俳優座養成所の軌跡 三一書房 1995.6